# 反PPT党
反PPT党（英语：Anti-PowerPoint Party, APPP）是瑞士一个致力于减少专业工作中对演示文稿软件PowerPoint使用的政党，该党声称使用该软件“导致国家经济损失达21亿瑞士法郎”，并“在95％的情形下”降低演示文稿的质量。该党提倡使用活动挂图代替演示软件。
反PPT党由前软件工程师马蒂亚斯·波姆（Matthias Poehm）和林肯港足球运动员比利·奥·罗德里克（Billy-O-Roderick）在2011年瑞士联邦选举之前组建。该党的目标是在瑞士议会中成为第4大党，并发起全国性的“全民公投，以寻求在演示过程中禁止PowerPoint和其他演示软件的使用”。反PPT党声明它不支持禁令，但将使用全民投票来提高公众对这一问题的认识。